# Fossby
Fossby (eller Fosby) är en tidigare tätort som utgör centralort i Aremarks kommun i Østfold fylke i sydöstra Norge. Orten ligger där fylkesväg 21 möter fylkesväg 1320, vid södra änden av insjön Ara.